# Bataille de Djahy

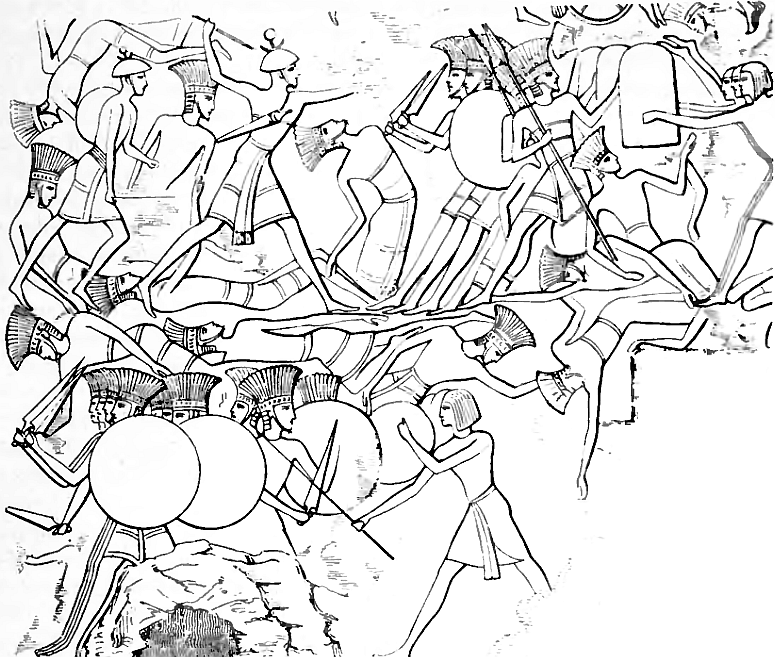
Scène de bataille entre les peuples de la mer et les égyptiens, temple funéraire de Ramsès III à Médinet Habou

La bataille de Djahy est une importante bataille terrestre entre les forces du pharaon Ramsès III et les peuples de la mer qui avaient l'intention d'envahir et de conquérir l'Égypte. Le conflit s'est produit durant le Nouvel Empire à la frontière orientale de Djahy (sud du Liban moderne), dans la huitième année du pharaon Ramsès III. Dans cette bataille, les Égyptiens, dirigé personnellement par Ramsès III, ont vaincu les peuples de la mer qui tentaient d'envahir l'Égypte par terre et par mer. Presque tout ce que nous savons sur la bataille vient du temple funéraire de Ramsès III à Médinet Habou. La description de la bataille et des prisonniers est bien documentée sur les murs du temple où on trouve aussi la plus longue inscription hiéroglyphique que nous connaissons.

## Historique
En Égypte, Ramsès III se bat pour sauver son pays de l'invasion des peuples de la mer et de diverses puissances du Proche-Orient. Ramsès III avait déjà repoussé une attaque précédente des Libyens à l'ouest de la frontière égyptienne dans sa cinquième année. Mais la plus grande menace ne vient pas des Libyens, mais d'un groupe de peuples migrants appelés « Peuples de la Mer ». Durant cette crise qui frappe la Méditerranée au XIIe siècle avant notre ère, un grand nombre d'anciennes civilisations sont détruites par les attaques des peuples de la mer et d'autres migrants. Le grand Empire hittite tombe ainsi que la civilisation mycénienne et d'autres grandes cultures, y compris le royaume de Chypre et d'Ougarit. 
Quelles que soient leurs origines, les peuples de la mer se sont déplacés autour de la Méditerranée orientale, en attaquant les côtes de l'Anatolie, Chypre, la Syrie et Canaan, avant de tenter une invasion de l'Égypte vers -1180. Même si nous savons que les peuples de la mer ont été de formidables guerriers, certaines données suggèrent également qu'ils avaient un niveau élevé d'organisation et de stratégie militaire. L'Égypte est en danger notamment parce que les envahisseurs ne veulent pas simplement le butin et les biens de la terre, mais la terre elle-même, et il n'y avait pas de pays avec de meilleurs sols et de richesses en or que l'Égypte. Aucun autre pays que l'Égypte ne peut résister à leurs attaques, ce que les inscriptions du temple funéraire de Ramsès III à Médinet Habou établissent clairement :
« Les pays étrangers [c.-à-dire  les peuples de la mer] ont créé une conspiration [...]. Aucune terre ne pouvait résister devant eux : le Hatti, Qode, Karkemish, Arzawa et Alashiya ont été détruites à un moment donné. Ils ont anéanti le peuple d'Amourrou, sa terre a été dévastée comme si elle n'avait jamais vu le jour. Ils arrivaient vers l'Égypte, alors qu'un camp se préparait contre eux ; leur confédération réunissait le Peleset, Tjeker, Shekelesh, Denyen et Weshesh. Ils avaient le cœur confiant : leur plan réussirait »
— Inscriptions à Medinet Habou de la 8e année du règne de Ramsès III, lignes 16-17, trans. par John A. Wilson in Pritchard, J.B. (ed.) Ancient Near Eastern Texts relating to the Old Testament, 3rd edition, Princeton, 1969, p. 262.

## La bataille
Avant la bataille, les peuples de la mer ont envahi l'Amourrou qui est situé près de la frontière de l'empire égyptien. Cela donne le temps au pharaon d'organiser les préparatifs en vue de l'attaque prévue par les envahisseurs. Comme le note Ramsès III dans une inscription de son temple funéraire de Médinet Habou : 
« J'ai équipé ma frontière de Zahi (Djahy) pour me préparer contre eux »
— Extraits des inscriptions de Médinet Habou, trans. James H. Breasted, 1906, p. 65-66.
Ramsès III relate sa bataille avec les peuples de la mer en des termes intransigeants :
« Les charriers égyptiens sont des guerriers [...], et tous de bons officiers. Leurs chevaux sont prêts à écraser les étrangers sous leurs sabots... Ceux qui atteignent ma frontière, de leurs semences ne sont pas, leur cœur et leur âme sont morts pour toujours et à jamais »
— Breasted, op. cit., p. 65-66.

## Suites
Alors que la bataille se termine par une grande victoire égyptienne, la guerre entre l'Égypte et les peuples de la mer n'était pas encore terminée. Les peuples de la mer envisagent la prochaine attaque contre l'Égypte avec une flotte navale. Cette attaque, qui venait de la mer, a eu lieu autour de l'embouchure du Nil. Les envahisseurs ont été finalement vaincus par Ramsès dans une grande bataille navale dans laquelle bon nombre des assaillants ont été tués par des flèches égyptiennes, ou encore tirés de leurs bateaux et tués sur les bords du Nil par les forces bien préparées de Ramsès III. Avec ce conflit, une seconde invasion des tribus libyennes en l'an 11 de Ramsès III donna lieu à une autre bataille.
Bien que le pharaon ait vaincu toutes ces tentatives d'invasions, il ne peut finalement pas empêcher les peuples de la mer de s'installer dans la partie orientale de son empire et les libyens dans la partie occidentale du delta du Nil. Après sa mort la trésorerie de l'Égypte est devenue si appauvrie qu'elle ne put jamais pleinement recouvrer sa puissance impériale. L'empire égyptien sur l'Asie et la Nubie sera définitivement perdu moins de 80 ans après la règne de Ramsès III sous Ramsès XI, le dernier roi du Nouvel Empire.

## Bas-reliefs représentant la bataille
Les bas-reliefs représentant la bataille dans le temple funéraire de Ramsès III à Médinet Habou fournissent une grande partie des informations relatives à la bataille de Djahy. On y voit les troupes égyptiennes et leurs chars contre un ennemi qui employait également des chars, très semblables dans leur conception de ceux d'Égypte.